# Погрузочная рампа

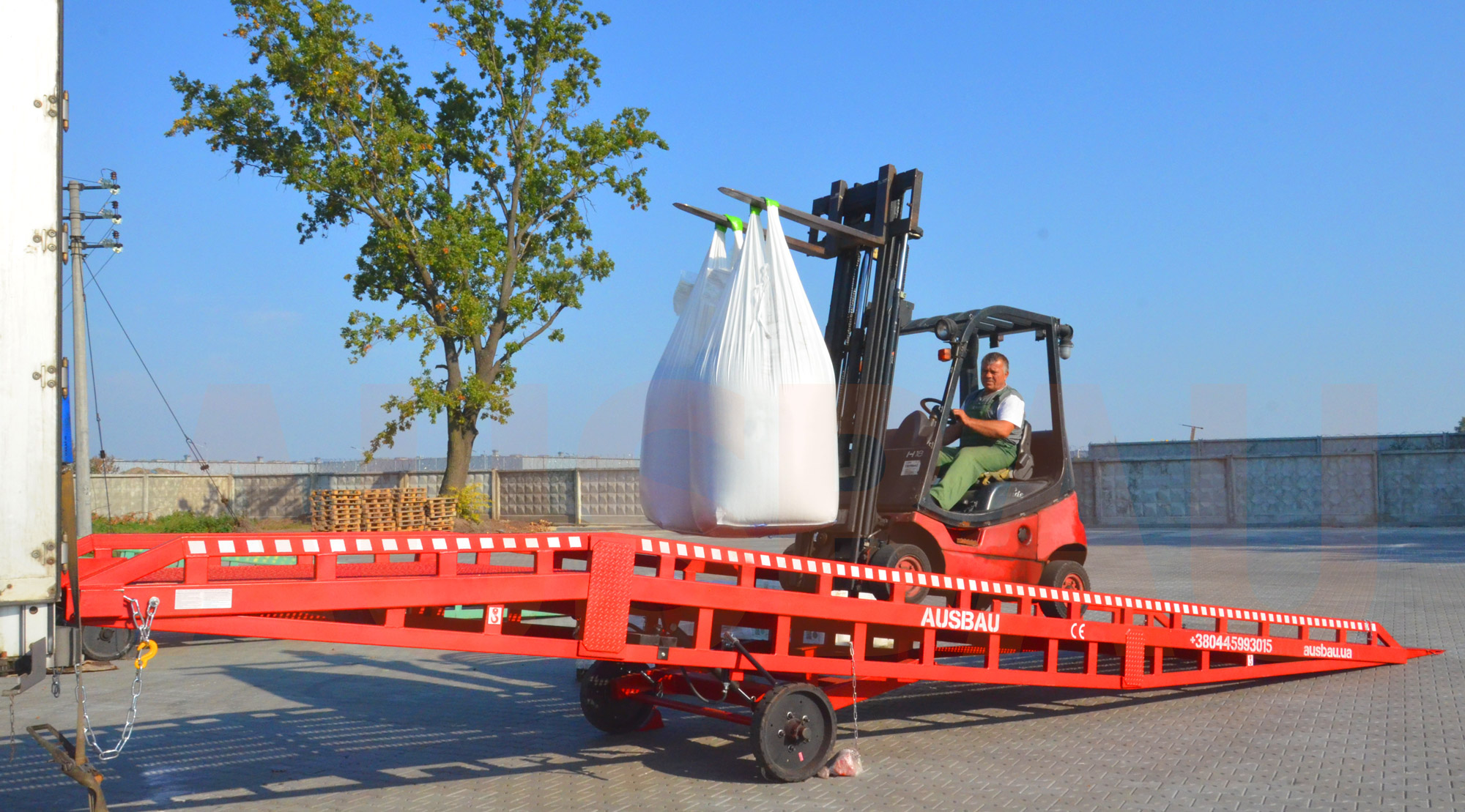
Рампа для погрузки товаров на складе

Погрузочная рампа (эстакада, пандус) – это металлическая конструкция в виде наклонной платформы, с помощью которой перекрывается разница между высотой кузова грузовика либо склада и поверхностью земли.
Погрузочная рампа используется, в основном,  для разгрузки и погрузки товаров на складе, позволяя существенно ускорить работу погрузочной техники.
Рампы подходят практически для всех видов транспорта - от легкого коммерческого до фур и вагонов. Архивная копия от 20 августа 2019 на Wayback Machine
Различают мобильные и фиксированные (стационарные) типы рамп.
Стационарная рампа надежно фиксируется с помощью болтов и цепей, а нагрузка равномерно распределяется благодаря наличию нескольких опорных точек. Такая рампа используется на складе, где регулярно возникает потребность в перемещение товаров.
Мобильная (передвижная) рампа выполняет похожие задачи, что и стационарная, но, благодаря встроенной транспортной базе, имеет ряд преимуществ, среди которых – возможность свободно перемещаться по складу с помощью погрузчика. Также, мобильные рампы имеют гидравлическую систему, что позволяет выставить рампу на необходимую высоту (от 90 до 165 см). Для надежной фиксации используют цепи и стопорные тормоза.